# Prytaneion

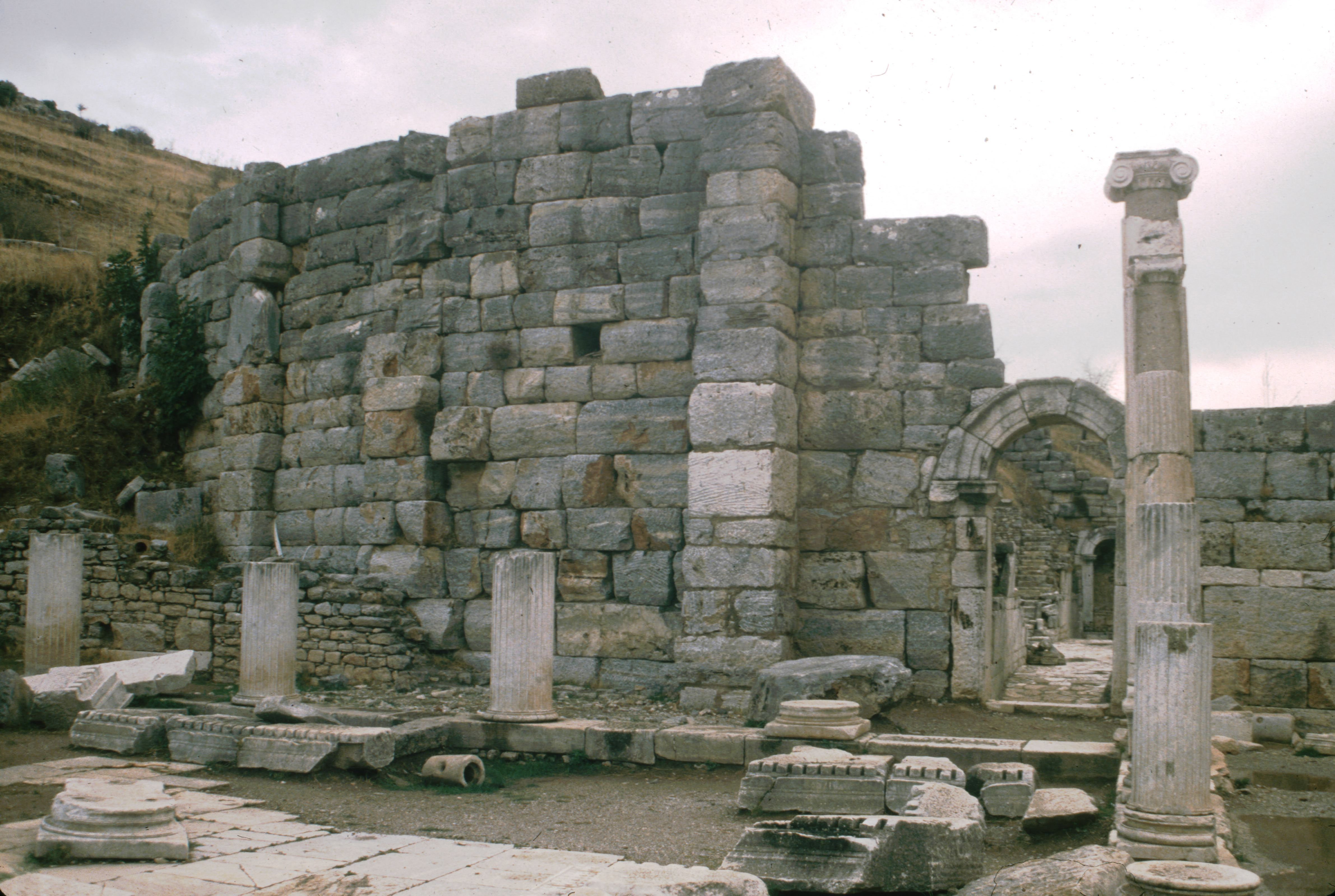
Das Prytaneion von Ephesos

Ein Prytaneion (altgriechisch πρυτανεῖον) war der Sitz der Prytanen (πρυτάνεις prytaneis), die in vielen Städten (Poleis) im antiken Griechenland die Regierungsgeschäfte führten. Die Prytanen waren die führenden Repräsentanten der Bule (Ratsversammlung). Das Prytaneion stand an zentraler Stelle der Stadt, meist nahe der Agora. Im Prytaneion brannte das heilige Feuer der Hestia, der Göttin des häuslichen Herdes. Da keine einheitliche Bautypologie für Prytaneia entwickelt wurde, ist ihre Identifikation allerdings in der Regel schwierig.
Die Speisung im Prytaneion wurde für besondere Verdienste gewährt und entspricht nach heutigen Vorstellungen der Verleihung einer Ehrenbürgerwürde.

## Athen

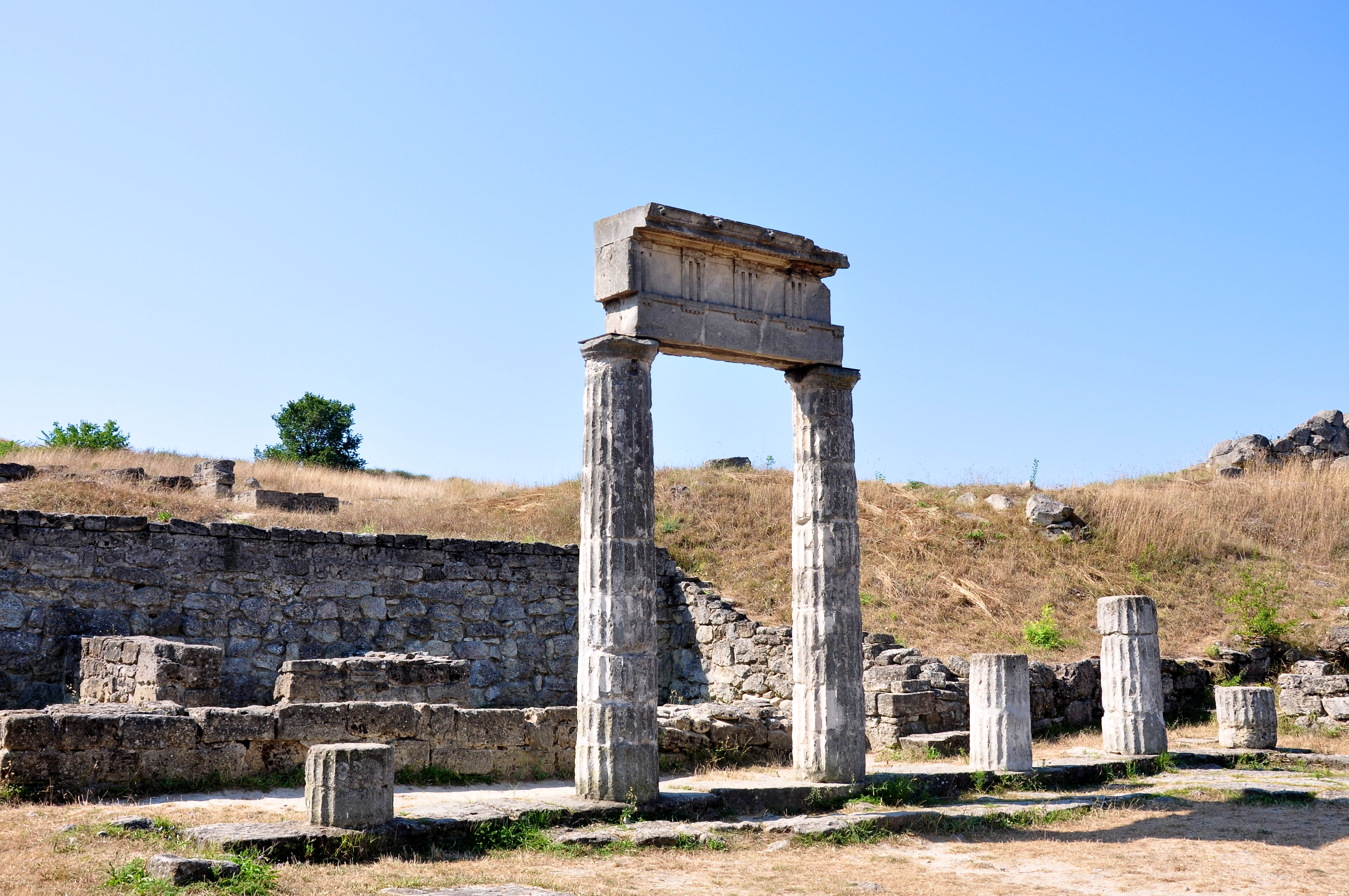
Das Prytaneion von Pantikapaion, 2. Jahrhundert v. Chr.

An der Südwestseite der Agora von Athen stand die Tholos, ein Rundtempel, der als Sitz der Prytanen diente. Sie wurde vermutlich zwischen 470 und 460 v. Chr. auf den Trümmern eines älteren Gebäudes errichtet, das 480 v. Chr. von den Persern zerstört wurde und ebenfalls als Prytaneion gedient haben könnte.
Die Prytanen von Athen wurden nach den Reformen des Kleisthenes im Wechsel für jeweils 35 oder 36 Tage von den 50 Ratsmitgliedern einer Phyle gebildet, von denen Tag und Nacht ein Drittel anwesend sein musste. Sie schliefen in der Tholos und wurden auch hier verpflegt.
Die Tholos wurde 86 v. Chr. durch Sulla zerstört und unter Augustus wieder aufgebaut. Der Bau wurde bis um 450 n. Chr. benutzt.